# Lagenorhynchus
Lagenorhynchus è un genere dell'ordine dei cetacei, che in passato comprendeva sei specie:
- lagenorinco acuto, Lagenorhynchus acutus
- lagenorinco scuro, Lagenorhynchus obscurus
- lagenorinco dalla croce, Lagenorhynchus cruciger
- lagenorinco dai denti obliqui, Lagenorhynchus obliquidens
- lagenorinco australe, Lagenorhynchus australis
- lagenorinco rostrobianco, Lagenorhynchus albirostris

Recenti studi filogenetici hanno ridotto l'appartenenza al solo L. albirostris. Viene inoltre incluso nel genere la specie estinta Lagenorhynchus harmatuki.

## Etimologia
Il termine Lagenorhynchus deriva dal greco lagenos che significa bottiglia e rhynchus che significa becco. Infatti il "naso a bottiglia" è una caratteristica di questo genere. Il peponocefalo (Peponocephala electra) veniva una volta classificato in questo genere, ma più tardi venne inserito nel genere monospecifico Peponocephala.

## Tassonomia
Recenti analisi del gene del citocromo b mitocondriale indicano che il genere Lagenorhynchus, tradizionalmente riconosciuto, non è un gruppo naturale (monofiletico). LeDuc ed altri (1999) hanno scoperto che i Lagenorhynchus albirostris e i Lagenorhynchus acutus sono isolati filogeneticamente all'interno dei Delphinidae, mentre le restanti quattro specie sono membri dei Lissodelphinae, un clade predominantemente pacifico di delfini che include anche i lissodelfini e i cefalorinchi. Queste scoperte hanno creato qualche problema tassonomico, dal momento che L. albirostris è la specie tipo del genere Lagenorhynchus; se le altre specie non sono strettamente imparentate con il lagenorinco rostrobianco questi andrebbero rimossi dal genere. In seguito a questo LeDuc ed altri hanno suggerito che il lagenorinco rostrobianco andrebbe posto all'interno del genere monospecifico Leucopleurus e che le specie restanti avrebbero bisogno di una migliore revisione tassonomica.
May-Collado e Agnarsson (2006) hanno scoperto recentemente che i lagenorinchi dalla croce e lagenorinchi australi sono simili filogeneticamente alle specie di Cephalorhynchus e suggeriscono che queste due specie debbano essere trasferite in quel genere. A sostegno di questa ipotesi ci sono aspetti acustici e morfologici, soprattutto per quanto riguarda il lagenorinco australe. In accordo con Schevill e Watkins (1971) quest'ultimo e le specie di Cephalorhynchus sono gli unici delfini che non fischiano (per il lagenorinco dalla croce non sono disponibili dati acustici). Il lagenorinco australe è simile ai Cephalorhynchus anche per l'avere un'"ascella" bianca ben distinta dietro la pinna pettorale.
In accordo con le analisi di May-Collado e Agnarsson le due specie restanti, i lagenorinchi scuri e i lagenorinchi dai denti obliqui sono strettamente imparentati tra di loro e formano un gruppo associato al genere (espanso) Cephalorhynchus. Se questa collocazione è giusta dovrà essere coniato un nuovo nome per questo genere che dovrà accogliere queste due specie.